# Copa de Uganda
La Copa de Uganda, conocida como Bell Uganda Cup por razones de patrocinio, es el segundo torneo de fútbol a nivel de clubes más importante de Uganda, se disputa desde 1971 y es organizada por la Federacíón Ugandesa de Fútbol.

## Formato
Pueden participar todos los equipos del país.
El equipo campeón clasifica a la Copa Confederación de la CAF.

## Lista de Campeones
| Temporada | Campeón                                      | Resultado                                    | Finalista                                    |              |
| --------- | -------------------------------------------- | -------------------------------------------- | -------------------------------------------- | ------------ |
| 1971      | Coffee SC                                    | 2–1                                          | Simba FC                                     |              |
| 1972-1975 | No disputada                                 | No disputada                                 | No disputada                                 | No disputada |
| 1976      | Gangama United (Mbale)                       | 0–0 (4-2 pen.)                               | Coffee SC                                    |              |
| 1977      | Simba FC                                     | forfait                                      | Nytil FC                                     |              |
| 1978      | Nsambya Kampala                              | 1–0                                          | Uganda Commercial Bank                       |              |
| 1979      | Kampala City Council                         | forfait                                      | Uganda Commercial Bank                       |              |
| 1980      | Kampala City Council                         | 2–0                                          | Maroons                                      |              |
| 1981      | Coffee SC                                    | 1–1 (5-4 pen.)                               | Uganda Commercial Bank                       |              |
| 1982      | Kampala City Council                         | ?                                            | Nile Breweries FC (Jinja)                    |              |
| 1983      | Nakivubo Villa                               | 1–0                                          | Kampala City Council                         |              |
| 1984      | Kampala City Council                         | 3–2                                          | Coffee SC                                    |              |
| 1985      | Express FC                                   | 3–1                                          | Kampala City Council                         |              |
| 1986      | Nakivubo Villa                               | 2–0                                          | Tobacco                                      |              |
| 1987      | Kampala City Council                         | 1–0                                          | Nakivubo Villa                               |              |
| 1988      | Nakivubo Villa                               | 3–1                                          | Express FC                                   |              |
| 1989      | Nakivubo Villa                               | 4–2                                          | Express FC                                   |              |
| 1990      | Kampala City Council                         | 3–0                                          | Nakivubo Villa                               |              |
| 1991      | Express FC                                   | 4–1                                          | Nile Breweries FC                            |              |
| 1992      | Express FC                                   | 1–0                                          | Nile Breweries FC                            |              |
| 1993      | Kampala City Council                         | 2–1                                          | Dairy Heroes (Mbale)                         |              |
| 1994      | Express FC                                   | 0–0 (4-3 pen.)                               | Kampala City Council                         |              |
| 1995      | Express FC                                   | 2–0                                          | Posta FC                                     |              |
| 1996      | Uganda Electricity Board                     | 1–0                                          | Nile Breweries FC                            |              |
| 1997      | Express FC                                   | 4–1                                          | Uganda Electricity Board                     |              |
| 1998      | Villa SC                                     | 2–0                                          | Simba FC                                     |              |
| 1999      | Dairy Heroes                                 | 0–0 (3-0 pen.)                               | Lyantonde FC                                 |              |
| 2000      | Villa SC                                     | 1–0                                          | Military Police Kampala                      |              |
| 2001      | Express FC                                   | 3–1                                          | Villa SC                                     |              |
| 2002      | Villa SC                                     | 2–1                                          | Express FC                                   |              |
| 2003      | Express FC                                   | 3–1                                          | Police FC                                    |              |
| 2004      | Kampala City Council                         | 1–1 (3-2 pen.)                               | Express FC                                   |              |
| 2005      | Uganda Revenue Authority                     | 2–1                                          | Kampala City Council                         |              |
| 2006      | Express FC                                   | 2–0                                          | Maji FC                                      |              |
| 2006–07   | Express FC                                   | 0–0 (4-2 pen.)                               | Kampala City Council                         |              |
| 2007–08   | Victors FC (Jinja)                           | 1–0                                          | Kinyara FC (Masindi)                         |              |
| 2008–09   | Villa SC                                     | 2–1                                          | Uganda Revenue Authority                     |              |
| 2009–10   | Victors FC (Jinja)                           | 1–1 (5-4 pen.)                               | Simba FC                                     |              |
| 2010–11   | Simba FC                                     | 2–1                                          | Uganda Revenue Authority                     |              |
| 2011–12   | Uganda Revenue Authority                     | 1–0                                          | Bunamwaya SC                                 |              |
| 2012–13   | Victoria University SC                       | 1–1 (5-3 pen.)                               | Vipers SC                                    |              |
| 2013–14   | Uganda Revenue Authority                     | 2–2 (4-2 pen.)                               | Kampala City Council                         |              |
| 2014–15   | Villa SC                                     | 3–0                                          | Kampala City Council                         |              |
| 2015–16   | Vipers SC                                    | 3–1                                          | Onduparaka FC                                |              |
| 2016–17   | KCCA FC                                      | 2–0                                          | Paidha Black Angels SC                       |              |
| 2017–18   | KCCA FC                                      | 1–0                                          | Vipers SC                                    |              |
| 2018-19   | Proline FC                                   | 1–1 (5-4 pen.)                               | Bright Stars FC                              |              |
| 2019–20   | Abandonado debido a la pandemia del COVID-19 | Abandonado debido a la pandemia del COVID-19 | Abandonado debido a la pandemia del COVID-19 |              |
| 2020–21   | Vipers SC                                    | 8–1                                          | Bul FC                                       |              |
| 2021–22   | Bul FC                                       | 3–1                                          | Vipers SC                                    |              |
| 2022–23   | Vipers SC                                    | 1–0                                          | Police FC                                    |              |
| 2023–24   | Kitara FC                                    | 1–0                                          | NEC FC                                       |              |
| 2024–25   | Vipers SC                                    | 2–0                                          | KCCA FC                                      |              |

## Títulos por club
| Club                             | Campeón | 2° | Años campeón                                               |
| -------------------------------- | ------- | -- | ---------------------------------------------------------- |
| KCCA FC 1                        | 10      | 8  | 1979, 1980, 1982, 1984, 1987, 1990, 1993, 2004, 2017, 2018 |
| Express FC (Kampala)             | 10      | 4  | 1985, 1991, 1992, 1994, 1995, 1997, 2001, 2003, 2006, 2007 |
| Villa SC (Kampala) 2             | 9       | 3  | 1983, 1986, 1988, 1989, 1998, 2000, 2002, 2009, 2015       |
| Vipers SC (Wakiso) 3             | 4       | 4  | 2016, 2021, 2023, 2025                                     |
| Uganda Revenue Authority SC      | 3       | 2  | 2005, 2012, 2014                                           |
| Simba SC (Lugazi)                | 2       | 3  | 1977, 2011                                                 |
| Coffee SC                        | 2       | 2  | 1971, 1981                                                 |
| Dairy Heroes (Mbale) 4           | 2       | 1  | 1976, 1999                                                 |
| Victors FC (Jinja) 5             | 2       | –  | 2008, 2010                                                 |
| Uganda Electricity Board 6       | 1       | 1  | 1996                                                       |
| Nsambya FC (Kampala)             | 1       | 1  | 1978                                                       |
| Bul FC (Jinja)                   | 1       | 1  | 2022                                                       |
| Victoria University SC (Kampala) | 1       | –  | 2013                                                       |
| Proline FC (Kampala)             | 1       | –  | 2019                                                       |
| Kitara FC (Hoima)                | 1       | –  | 2024                                                       |
| Nile Breweries FC (Jinja)        | –       | 4  | -----                                                      |
| Uganda Commercial Bank FC        | –       | 3  | -----                                                      |
| Police FC (Jinja)                | –       | 2  | -----                                                      |
| Kinyara Sugar Works (Masindi)    | –       | 1  | -----                                                      |
| Lyantonde FC                     | –       | 1  | -----                                                      |
| Maji FC                          | –       | 1  | -----                                                      |
| Maroons FC                       | –       | 1  | -----                                                      |
| Military Police (Kampala)        | –       | 1  | -----                                                      |
| Nytil FC                         | –       | 1  | -----                                                      |
| Posta FC                         | –       | 1  | -----                                                      |
| Tobacco FC                       | –       | 1  | -----                                                      |
| Onduparaka FC                    | –       | 1  | -----                                                      |
| Bright Stars FC (Kampala)        | –       | 1  | -----                                                      |
| NEC FC                           | –       | 1  | -----                                                      |

- 1- KCCA FC – Kampala Capital City Authority Football Club, hasta 2014 llamado Kampala City Council
- 2- Villa SC antes conocido como Nakivubo Villa.
- 3- Vipers SC hasta 2012 era llamado Bunamwaya SC de Wakiso.
- 4- Conocidos antes como Gangama United, ahora como Mbale Heroes.
- 5- Se mudaron de Kampala a Jinja en el 2008.
- 6- Conocidos también como Umeme FC.